# لیانا آقابکیان
لیانا آقابکیان (ارمنی: Լիանա Աղաբեկյան؛ انگلیسی: Liana Aghabekian؛ ۱۵ ژانویهٔ ۱۹۸۶ در وانادزور) یک شطرنج‌باز زن اهل ارمنستان است که دارنده عنوان استاد بین‌المللی زنان می‌باشد. 

## زندگی‌نامه
در ۱۵ ژانویه ۱۹۸۶ در کیروواکان به دنیا آمد